# 河南咨议局
河南咨议局是1909年至1912年间在河南省设立的咨议局。

## 历史
1907年，清政府预备立宪，决定于各省设立咨议局。1908年，在开封成立了河南咨议局筹办处，并调直隶道员钱嵘为筹办处负责人。1909年10月14日，河南咨议局正式宣告成立，杜严为议长，方贞、杨凌阁为副议长。咨议局于1909年、1910年举行过两次常年会。辛亥革命爆发后，河南咨议局于1912年撤销，由4月成立的河南省临时议会所取代。

## 议员
河南咨议局议员共有97人：
- 议长：杜严
- 副议长：杨凌阁、方贞
- 议员：王新昌、田春荣、范云锦、谢国治、张兆祥、刘僔、张云鹏、王甲荣、阎景隆、方钦、常省三、钟琪、魏鼎、吕应南、王灿然、王应昌、刘楷堂、张三宝、傅弼、程元英、纪世勋、范世芳、程春衢、薛灿离、张南星、梁锡康、张协灿、侯旬、徐兆璋、陈锡祜、曹懋德、彭葆田、常秀山、李郁棠、徐营初、胡士信、萧逊志、王绍勋、卢以洽、王安来、陈熙朝、周凤林、李时灿、阎凤翔、李庆昌、王方洲、张守基、郭深之、申杰万、梁凤五、贺宾鸿、王履仁、孙福荣、王敬芳、张坤、张象明、李恒春、任芳馨、阎澍生、彭运斌、黄云甫、李清波、赵若焱、张嘉谋、赵秉会、吴銮轸、张之锐、高巨川、王佩箴、黄赞熙、侯绍文、李承筠、杨成方、黎国华、薛岚峰、刘明炬、李开昭、焦明扬、张庚吉、赵麟绂、吴镇南、李鎜、刘明炬、张士衡、秦树声、漆树人、任秉干、张曾玮、李海楼、陶毓瑞、张泳、宫玉柱、贾治安、胡汝麟